# Gyraulus deflectus
Gyraulus deflectus är en snäckart som först beskrevs av Thomas Say 1824.  Gyraulus deflectus ingår i släktet Gyraulus och familjen posthornssnäckor. Inga underarter finns listade i Catalogue of Life.